# Вашингтонская история (фильм-спектакль)
«Вашингтонская история» — телевизионный фильм-спектакль, снятый в Главной редакции литературно-драматических программ Центрального телевидения Гостелерадио СССР в 1962 году по мотивам романа американского писателя Джея Дайса.
Автор сценария и режиссёр-постановщик Исидор Анненский.

## Сюжет
Роман Джея Дайса (1912—1999) вышел в свет в 1950 г. и принёс автору известность в стране и за рубежом. Речь в книге шла о непростых временах политической нетерпимости и репрессий в послевоенных Соединённых Штатах, вошедших в историю страны как «эпоха маккартизма» (по фамилии сенатора крайне правых взглядов Джозефа Рэймонда Маккарти).
Служащая одного из отделов Госдепартамента США Фэйс Вэнс неожиданно получает вызов в Комиссию по расследованию антиамериканской деятельности. И её вполне благополучная и спокойная жизнь типичной американки из «среднего класса» начинает быстро рушиться, обрываются дружеские и семейные связи, самые близкие люди отворачиваются от неё, даже не дожидаясь итогов начатого Комиссией расследования.
Но, преодолевая охватившее её отчаяние, Фэйс с помощью появившегося рядом любимого мужчины всё же находит в себе силы не опустить руки, она начинает борьбу за свои права.
Работая над фильмом-спектаклем в условиях существовавшей тогда на Центральном телевидении строгой цензуры и крайней ограниченности средств художественного выражения, создатели телеэкранизации стремятся преодолеть некоторую политическую заданность характеров героев книги за счёт драматургической динамики действия и углублённой режиссёрской работы с приглашёнными известными театральными актёрами.

## В ролях
- Татьяна Конюхова — Фэйс Вэнс
- Никита Подгорный — Тэчер Вэнс
- Софья Фадеева — Джулия, мать Тэчера Вэнса
- Анатолий Ларионов — Чэнждер, адвокат
- Константин Мякишев — Кеннигем, начальник отдела Госдепа
- Николай Светловидов — Томпсон, сенатор
- Юрий Васильев — Бадди Брукс
- Дмитрий Павлов — Аб Стоун, профсоюзный лидер
- Сергей Конов — Раш, председатель Апелляционной комиссии
- Варвара Обухова — миссис Пипл, начальник бюро личного состава
- Виктор Шарлахов — человек в шляпе
- Владимир Кенигсон — Джим Грейсон, главный адвокат Комиссии
- Александр Грузинский — помощник прокурора
- Елена Кузнецова — Мери, служанка в доме Вэнсов
- Таня Шатова — Джинни, дочь Вэнсов
- Евгений Буренков — Джим, швейцар
- Валентина Архангельская — сотрудница Госдепартамента
- Людмила Пирогова — сотрудница Госдепартамента
- Борис Телегин — председатель Комиссии по расследованию антиамериканской деятельности
- Владимир Головин — Дайкен, сенатор

## Съёмочная группа
Автор сценария и режиссёр-постановщик — Исидор Анненский
Телевизионный режиссёр — Надежда Марусалова
Ведущий оператор — О. Гудков
Операторы — Б. Кипарисов, Б. Ревич
Художник — Н. Чернявский
Художник по костюмам — И. Гмыря
Звукорежиссёр — Н. Захаров
Музыкальное оформление — А. Клиот
Редактор — Н. Графская